# Sialis sinensis
Sialis sinensis is een insect uit de familie Sialidae, die tot de orde grootvleugeligen (Megaloptera) behoort. De soort komt voor in China, Japan en Taiwan.